# Moselle Open 2023 - Qualificazioni singolare
Le qualificazioni del singolare del Moselle Open 2023 sono state un torneo di tennis preliminare per accedere alla fase finale della manifestazione. I vincitori dell'ultimo turno sono entrati di diritto nel tabellone principale. In caso di ritiro di uno o più giocatori aventi diritto a questi sono subentrati i lucky loser, ossia i giocatori che hanno perso nell'ultimo turno ma che avevano una classifica più alta rispetto agli altri partecipanti che avevano comunque perso nel turno finale.

## Teste di serie
1. Jan Choinski (primo turno)
2. Gijs Brouwer (ultimo turno, lucky loser)
3. Harold Mayot (qualificato)
4. Hugo Grenier (primo turno)

1. Ugo Blanchet (primo turno)
2. Calvin Hemery (qualificato)
3. Giovanni Mpetshi Perricard (ritirato)
4. Abedallah Shelbayh (qualificato)

## Qualificati
1. Mathias Bourgue
2. Abedallah Shelbayh

1. Harold Mayot
2. Calvin Hemery

### Lucky loser
1. Gijs Brouwer
2. Matteo Martineau

1. Máté Valkusz

## Tabellone

### Sezione 1
|  | Primo turno | Primo turno      | Primo turno      | Primo turno | Primo turno |  |  | Ultimo turno | Ultimo turno     | Ultimo turno | Ultimo turno | Ultimo turno |  |
|  |             |                  |                  |             |             |  |  |              |                  |              |              |              |  |
|  | 1           | Jan Choinski     | 63               | 7           | 2           |  |  |              |                  |              |              |              |  |
|  |             | Mathias Bourgue  | 7                | 65          | 6           |  |  |              | Mathias Bourgue  | 64           | 6            | 7            |  |
|  |             | Matteo Martineau | Matteo Martineau | 6           | 6           |  |  |              | Matteo Martineau | 7            | 4            | 5            |  |
|  | Alt         | Hugo Nys         | Hugo Nys         | 4           | 4           |  |  |              |                  |              |              |              |  |

### Sezione 2
|  | Primo turno | Primo turno        | Primo turno        | Primo turno | Primo turno |  |  | Ultimo turno | Ultimo turno       | Ultimo turno | Ultimo turno | Ultimo turno |  |
|  |             |                    |                    |             |             |  |  |              |                    |              |              |              |  |
|  | 2           | Gijs Brouwer       | Gijs Brouwer       | 6           | 6           |  |  |              |                    |              |              |              |  |
|  | Alt         | Mikalaj Haljak     | Mikalaj Haljak     | 3           | 2           |  |  | 2            | Gijs Brouwer       | 4            | 7            | 3            |  |
|  |             | Dan Added          | Dan Added          | 4           | 3           |  |  | 8            | Abedallah Shelbayh | 6            | 65           | 6            |  |
|  | 8           | Abedallah Shelbayh | Abedallah Shelbayh | 6           | 6           |  |  |              |                    |              |              |              |  |

### Sezione 3
|  | Primo turno | Primo turno     | Primo turno  | Primo turno | Primo turno |  |  | Ultimo turno | Ultimo turno | Ultimo turno | Ultimo turno | Ultimo turno |  |
|  |             |                 |              |             |             |  |  |              |              |              |              |              |  |
|  | 3           | Harold Mayot    | 6            | 3           | 6           |  |  |              |              |              |              |              |  |
|  | Alt         | Peter Gojowczyk | 3            | 6           | 3           |  |  | 3            | Harold Mayot | Harold Mayot | 6            | 6            |  |
|  | WC          | Tom Paris       | Tom Paris    | 6           | 6           |  |  | WC           | Tom Paris    | Tom Paris    | 3            | 4            |  |
|  | 5           | Ugo Blanchet    | Ugo Blanchet | 4           | 1           |  |  |              |              |              |              |              |  |

### Sezione 4
|  | Primo turno | Primo turno    | Primo turno    | Primo turno | Primo turno |  |  | Ultimo turno | Ultimo turno  | Ultimo turno  | Ultimo turno | Ultimo turno |  |
|  |             |                |                |             |             |  |  |              |               |               |              |              |  |
|  | 4           | Hugo Grenier   | Hugo Grenier   | 64          | 2           |  |  |              |               |               |              |              |  |
|  |             | Máté Valkusz   | Máté Valkusz   | 7           | 6           |  |  |              | Máté Valkusz  | Máté Valkusz  | 3            | 4            |  |
|  |             | Michael Geerts | Michael Geerts | 67          | 4           |  |  | 6/WC         | Calvin Hemery | Calvin Hemery | 6            | 6            |  |
|  | 6/WC        | Calvin Hemery  | Calvin Hemery  | 7           | 6           |  |  |              |               |               |              |              |  |